# Гельденплац
Гельденплац, площа Героїв (нім. Heldenplatz) — історична площа у Відні. Найбільшу відомість площа набула після виступу Адольфа Гітлера, який 15 березня 1938 року проголосив з балкона Нового замку аншлюс Австрії й Третього Рейху.
Гельденплац є зовнішньою палацової площею резиденції Гофбург. Площа була побудована при імператорі Франці Йосифі в рамках проєкту колосального Імператорського форуму (Kaiserforum) на давньоримський манер, який так і не був побудований. Площа використовувалася для проведення військових парадів.
Гельденплац обмежена будівлями Леопольдовского корпусу (Leopoldinian Tract) і Нового замку (Neue Hofburg), а з боку вулиці Рінгштрассе — зовнішніми фортечними воротами (Äußeres Burgtor), за старою назвою яких (Heldentor — арка героїв) площа та отримала свою назву. У північно-західній частині площі будівель немає, завдяки чому з неї відкривається чудовий краєвид на будівлю парламенту, ратушу і Бурґтеатр.
У центрі площі встановлені пам'ятники двом відомим полководцям — принцу Євгену Савойському і ерцгерцогу Карлу. Статуї виконані з бронзи (в 1860 і 1865 рр. відповідно) Антоном Домініком Фернкорном.
У 2008 році на площі Гельденплац була проведена церемонія пам'яті жертв фашистського режиму, приурочена до 70-річчя аншлюсу, під час якої було запалено 80 тисяч свічок.